# Höjdmätare
En höjdmätare är ett flyginstrument som visar flyghöjden, det vill säga den höjd över marken eller havsnivån, som ett luftfartyg befinner sig på under flygning. Den vanligaste typen av höjdmätare visar normalt inte den verkliga höjden, utan en storhet som kallas tryckhöjd. Verklig höjd över den mark eller den vattenyta man flyger över kan däremot mätas med en radarhöjdmätare. Radarhöjdmätare används vanligen bara på låg höjd. I civila luftfartyg används de främst i samband med inflygning och landning under instrumentinflygningar enligt IFR. I militära luftfartyg används de även under flygning nära marken, så kallad lågflygning eller terrängföljning.
Det finns även enkla handhållna tryckhöjdmätare eller inbyggda i armbandsur, lämpliga att använda under sport eller friluftsliv, till exempel vid fjällturer.
Extra känsliga och noggranna tryck-kännande höjdmätare används vid kartering som komplement till triangulering för att fastställa höjdskillnader i terrängen, se barometer.

## Tryckhöjdmätare

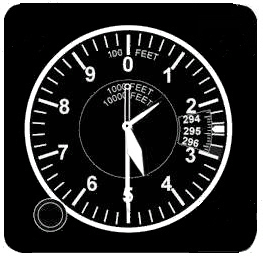
Trevisarhöjdmätare som visar 14 500 ft vid QNH eller QFE på 29,47 inch Hg. Denna höjdmätare är svåravläst och tros ha bidragit till många haverier och har därför i alla moderna flygplan ersatts av modernare typer.

Den typ av höjdmätare som visar tryckhöjd – den konventionella höjdmätaren som de flesta luftfartyg är utrustade med – är i huvudsak en aneroidbarometer som graderats så att den visar höjd i stället för tryck, vilket är möjligt eftersom lufttrycket minskar med höjden enligt fysikens lagar. Tryckhöjdmätaren visar i kalibreringsläget (motsvarande standardtrycket som nämns nedan) den höjd som enligt den internationella standardatmosfären (ISA) motsvarar ett visst tryck. Höjden som verkligen visas beror sedan på det referenstryck som piloten ställt in med hjälp av en tryckskala på instrumentet och en liten ratt, vilken förskjuter visaren i förhållande till höjdskalan. Referenstrycket kan vara det tryck, som är det vanligaste trycket vid havsytan, det så kallade standardtrycket (STD), det av flygledningen uppmätta och korrigerade trycket som motsvarar trycket vid havsytan på aktuell ort/flygplats vid aktuellt tillfälle (QNH) eller det exakta tryck som gäller på en viss ort/flygplats vid aktuellt tillfälle (QFE).
En registrerande tryckhöjdmätare kallas barograf.

### Referenstrycksinställningar
Vid flygning på hög höjd kräver internationella överenskommelser att piloten ställer in standardtrycket (1 013,25 hPa eller 29,92 inch Hg), och på lägre höjd att piloten ställer in det aktuella trycket på aktuell plats justerat till havsnivån, och som erhållits från flygledningen (kallas QNH, på svenska uttalat QN-Helge). Det faktiska lufttrycket på en viss flygplats (kallas QFE, på svenska QF-Erik) används främst vid upprepade flygningar från samma plats, till exempel vid fallskärmshoppning och segelflygbogsering när all flygning i området sker enligt de visuella flygreglerna, VFR (Visual Flying Rules).
Normalt startar man med QNH inställt, och övergår till STD vid en definierad transition altitude (normalt omkring 5 000 fot över mark). Inför landning går man tillbaka till (aktuell) QNH när man sjunker igenom en definierad transition level (en av flygledningen given flygnivå, som ungefär motsvarar transition altitude).
STD:
När standardtrycket (STD) ställts in (1013,25 hPa) anges flyghöjden i flygnivå (på engelska Flight Level, FL). Flygnivån uttrycks i hundratals fot. Med standardtrycket inställt och när höjdmätaren visar 30 000 ft betyder det att flygplanet befinner sig på flygnivå 300, FL300. Avståndet mellan en viss flygnivå och jordytan (marken eller havet) varierar med aktuellt lufttryck på jordytan. Vid lågtryck och högtryck ligger flygnivåerna vanligen lägre respektive högre än vid standardtryck; dock har temperaturen och luftfuktigheten även en viss inverkan.
QNH:
När QNH ställts in och flygplanet befinner sig på marken på den plats där detta QNH gäller visar höjdmätaren flygplatsens verkliga höjd över havsytan.
QFE:
När QFE ställts in visar höjdmätaren på noll när flygplanet befinner sig på marken. (Utan flygledning sker det omvända, det vill säga piloten ställer in höjdmätaren på noll när flygplanet står på marken och QFE visas som ett resultat av detta.)